# Borotvakés

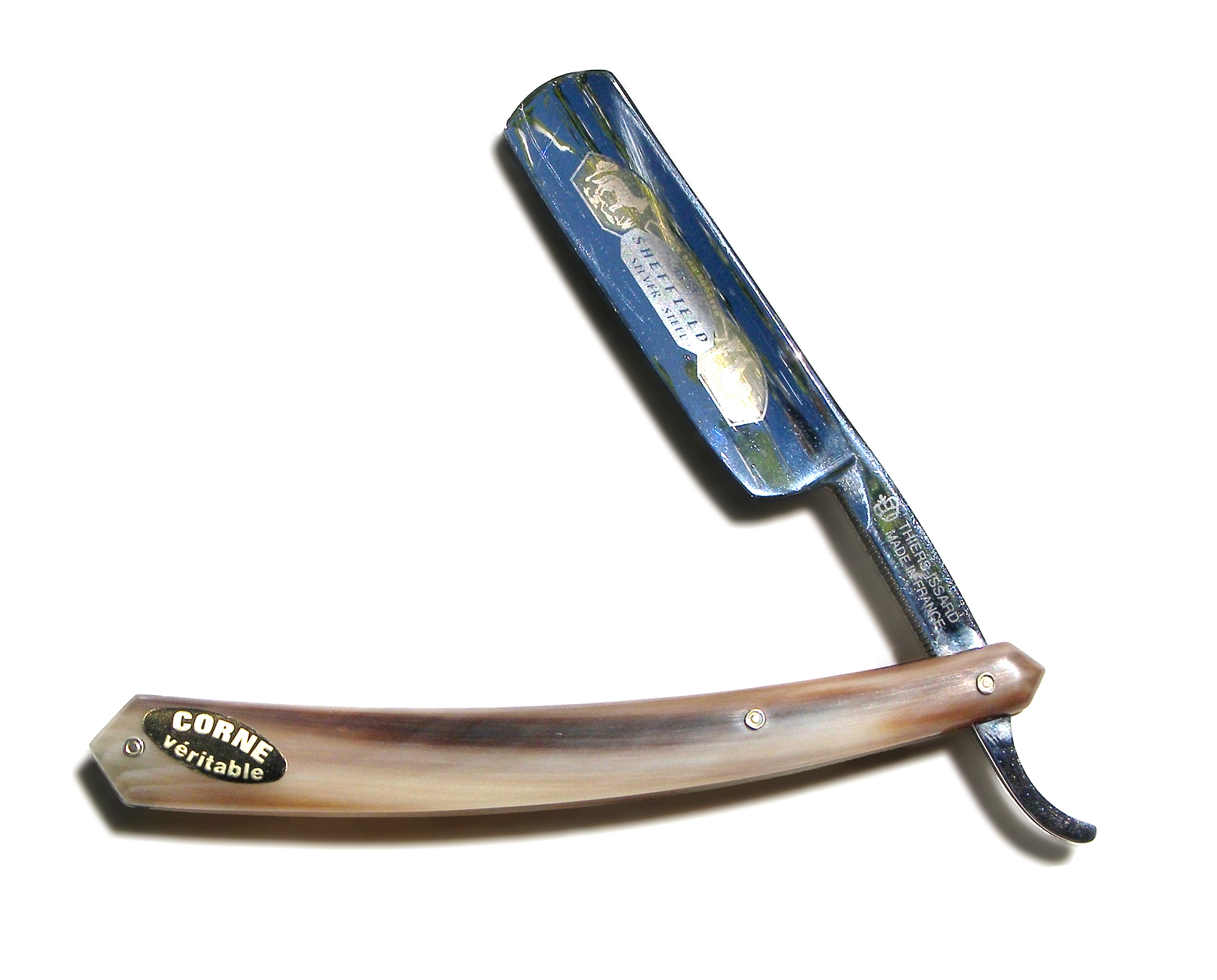
Borotvakés

A borotvakés a hagyományos nedves borotválkozás klasszikus eszköze. Jellemzője a nyélbe hajtható penge, ami biztonságos tárolást, szállítást és használatot tesz lehetővé. A biztonsági borotvák megjelenésével csökkent ugyan a borotvakések népszerűsége, használatuk azonban ma is széles körben elterjedt. A mai napig gyártanak borotvakéseket világszerte, valamint az antik borotvákkal is aktívan kereskednek napjainkban. 
A borotvakések használata megfelelő gyakorlatot igényel.

## A borotvakés megalkotása
Az első összecsukható borotvakés az angliai Sheffield városában jelent meg 1680-ban, melynek végleges formáját 1740-ben Benjamin Huntsman alkotta meg. Ennek már homorú élezésű (az angol hollow grind alapján)  kialakítású volt a pengéje, melyet öntéssel, majd egy több fázisú, különböző csiszolóköveken elvégzett élezési folyamat révén hoztak létre. A borotvakés készítésének teljes folyamata Hunt találmánya.   
Később a borotvakés készítésének technológiája szerte Európában elterjedt, és a különböző gyártók megjelenésével, illetve a piaci verseny fokozódásával jelentősen javult a felhasznált anyagok minősége és az előállítási technológia. A penge kialakításában elterjedt a rideg szénacél használata, amely annak ellenére, hogy igen törékeny, rendkívül jól élezhető. A nyelek tekintetében is igen nagy fejlődés ment végbe a borotvakés megalkotása óta, melynek eredményeképpen a legkülönfélébb anyagok felhasználásával készülnek borotvakések (szaru, csont, különböző fa és fém anyagok, valamint a műanyagok).  
A cserélhető pengés borotvák megjelenésével a borotvakések népszerűsége egyértelműen csökkent, egyre többen tértek át az eldobható pengés borotvákra, mivel ezen készülékek esetében nincs szükség rendszeres élezésre, továbbá használatuk is jóval biztonságosabb.

## Részei
A borotvakés két fő alkotórésze a penge és a nyél – e két alkotórészt egy szegecs rögzíti egymáshoz olyan módon, hogy a penge könnyen elfordítható legyen.  
A penge
A penge anyaga túlnyomó részt magas széntartalmú szénacél. A szénacél alkalmas arra, hogy a legfinomabb penge-szemcseszerkezetet hozzák létre a gyártás során, lehetővé téve az igen éles homorú élezésű penge-kialakítást. 
A penge elkeskenyedő vége a farok, amely a kés stabil tartásában segít. Nyitott állapotban ezt a gyűrűs és/vagy kisújjal kell tartani. A penge szélesebbik része a szár. Ennek a forgó szegecs felé eső része a pengető, ami általában rovátkolt, hogy használat közben ne csússzon meg. A penge kiszélesedő részén van kiképezve a vágóél és a gerinc. A vágóél és a pengető között található a váll, amely főleg a homorú élezésű pengéknél a vágóél stabilitását adja. A penge orrának kiképzése különböző lehet. Általános a lekerekített forma, amely megakadályozza a bőr borotválkozás közbeni esetleges megsérülését. 
A penge méreteinek meghatározás hüvelyk-mértékegységben történik, törtszámok segítségével. A 8/8-os méret megközelítőleg 25mm szélességet jelent. A leginkább elterjedt a 3/8 és a 7/8 közötti méretek. 
Váll
A váll, más néven stabilizátor szerepe a vékonyra köszörült penge stabilizálása. Létezik váll nélküli, illetve dupla vállas kiképzés is. 
Penge profilok
Sokféle pengeprofil létezik, de mára a legelterjedtebb a homorú élezésű kialakítás. A homorú élezésű kialakítás eredményezi a legélesebb vágóélet – ezen kialakítás hátránya azonban sérülékenysége, mely gyakori karbantartással és borotvaszíjon történő élezéssel kezelhető. 
A nyél
A nyél alapvető szerepe elsősorban a borotvakés védelme, amely a vágófelület nyélbe történő behajtásával történik. 
A nyelet a pengéhez egy szegecs rögzíti, amit úgy helyeznek be, hogy a penge könnyen becsukható legyen. A két nyélpanel egymáshoz rögzítését a nyél másik végén szintén szegecs látja el. Léteznek olyan nyelek, ahol egy harmadik, távtartó szegecs is van a nyélpanel közepén – ez nagyobb stabilitást ad a nyélnek, ám használatuk a körülményesebb kialakítás miatt nem túl elterjedt. 
A nyélpanelek közötti optimális távolságot a nyél végében található ék biztosítja. Az ék határozza meg, hogy a penge milyen mélyen záródik a nyélbe. Az ék helytele illesztése a penge instabilitását és annak nyélrészből történő kilógását eredményezheti. 

## A borotvakés karbantartása
A borotvakések karbantartása általánosságban a tisztán, szárazon és élesen tartást jelenti. Tisztítása történhet meleg vizes átmosással, illetve alkoholos fertőtlenítéssel, amely  elpusztítja a pengén esetlegesen megtelepedő kórokozókat a penge károsítása nélkül 
A borotvakés élezése két fázisú folyamat. A élezés elvégezhető alapesetben a borotválkozást megelőzően borotvafenő szíj segítségével, amely a napi karbantartás része. Amennyiben a penge élezése nem megoldható a napi karbantartás keretében (szíjjal történő élezés), úgy a penge csiszolósor által történő élfrissítése adja vissza a borotvakés élét. 

## Külső hivatkozások
- Borotvafórum